# 韋利扎羅韋
46°53′0″N 30°4′14″E / 46.88333°N 30.07056°E
韋利扎羅韋（烏克蘭語：Велізарове）是位於烏克蘭西南部的村莊，由敖德萨州羅茲季利納區的羅茲季利納市鎮負責管轄。該村始建於1920年，面積0.36平方公里，海拔高度109米，2001年人口176，人口密度每平方公里490.25人。